# Кафе «Донс Плам»
Кафе «Донс Плам» — малобюджетная чёрно-белая драма кинорежиссёра Р. Д. Роба. Фильм был задуман и снят в 1995—1996 годах, и вышел на экраны в 2001 году.

## Сюжет
Четверо юнцов по субботам посещают любимое кафе «Донс плам» со своими подружками.
Ночь напролёт они ведут обычный трёп за чашкой кофе. Говорят обо всём: о геях, натуралах, бисексуалах, о хорошем и плохом сексе.

## В ролях
| Актёр              | Роль     |
| ------------------ | -------- |
| Эмбер Бенсон       | Эми      |
| Скотт Блум         | Брэд     |
| Кевин Коннолли     | Джереми  |
| Леонардо Ди Каприо | Дерек    |
| Дженни Льюис       | Сара     |
| Тоби Магуайр       | Иан      |
| Хизер МакКомб      | Констанс |
| Медоу Систо        | Джульет  |
| Марисса Рибизи     | Трейси   |
| Джереми Систо      | Бернард  |

## Интересные факты
- По легенде[источник не указан 5232 дня], идея фильма появилась у молодого, и в то время ещё не столь известного актёра Леонардо Ди Каприо, который всегда был склонен к авантюрам и творческим экспериментам. Заручившись поддержкой своего приятеля, режиссёра и актёра Р. Д. Роба, Ди Каприо принялся за осуществление идеи. Лео настоял на участии в картине своего лучшего друга Тоби Магуайра и приятельницы Мариссы Рибизи. Вскоре к ним присоединились и другие начинающие актёры, среди которых были Кевин Коннолли и Эмбер Бенсон.
- Фильм снят в 1995—1996 годах. Тогда Ди Каприо был 21 год, а Магуайру — 20 лет.